# تشارلز إدوارد كلارك
تشارلز إدوارد كلارك (بالإنجليزية: Charles Edward Clark)‏ هو قاضي أمريكي، ولد في 9 ديسمبر 1889 في Woodbridge, Connecticut ‏ في الولايات المتحدة، وتوفي في 13 ديسمبر 1963 في هامدن في الولايات المتحدة.